# Воронова Анна Ігорівна
Анна Ігорівна Воронова (народилась 5 грудня 2003 в місті Київ) — українська співачка, лауреат спеціального призу фестивалю «San-Remo Junior», срібний призер вокального конкурсу «Euro Pop Contest Berliner Perle», володар Гран-прі Міжнародного фестивалю «Середземне Море», учасниця «Голос. Діти-3» (команда Дмитра Монатика).

## Життєпис
Анна Воронова народилась в родині української телеведучої, журналіста, художника та дизайнера Тетяни Рамус та українського бізнесмена і мецената Ігоря Воронова.
У трирічному віці пройшла відбір в дитячу підготовчу театральну школу «Чунга-Чанга» (Київ). У шестирічному віці, після трьох років занять у класах з акторської майстерності, риторики, режисури та кінематографії, Анна вступила до міжнародного ліцею.
У 2012—2013 вивчала театральне мистецтво в Лос-Анджелесі, Каліфорнія: «Diane Christiansen Coaching», «3-2-1 Talent Showcase Acting School with Mae Ross», «Glee Musical Theatre Camp/ Kids on Stage» (Los Angeles). Анна займається бальними танцями, хіп-хопом у школі танцю «Millenium», грою на фортепіано, сопілці, флейті та саксофоні.
Брала участь у кінопробах Universal Studios.
З 2016 року — учасниця телепроєктів «#Музична Академія Junior», «Покоління Junior».
Бере участь у різноманітних благодійних заходах.

## Модель та дизайнер одягу
Починаючи з п'яти років, брала участь у fashion-показах українських дизайнерів Ольги Балашової та Діани Дорожкіної, у професійних фото сесіях для журналів «ОК!» та «Мама» (Україна).
У 2010—2012 брала участь як модель у показах дизайнера Катерини Шаховської («Казкова країна»), українського дизайнера Віктора Анісімова — в рамках «Українського тижня моди», у показі колекції дитячого одягу торгівельної марки Bonpoint.
Як модель, Анна знімалася для зимового каталогу Helen Marlen Group-2012, в одязі колекцій Dolce&Gabbana, Monnalisa і Gucci.
У 2012 році Анна презентувала власну дебютну колекцію одягу для дівчат, на підготовку та створення якої витратила більше 2-х місяців. Анна самостійно розробила ескізи та підібрала тканини, за якими професійні конструктори розробили лекала та пошили одяг. Демонструвати колекцію Анна запросила однокласниць та подруг.

## Вокальна творчість

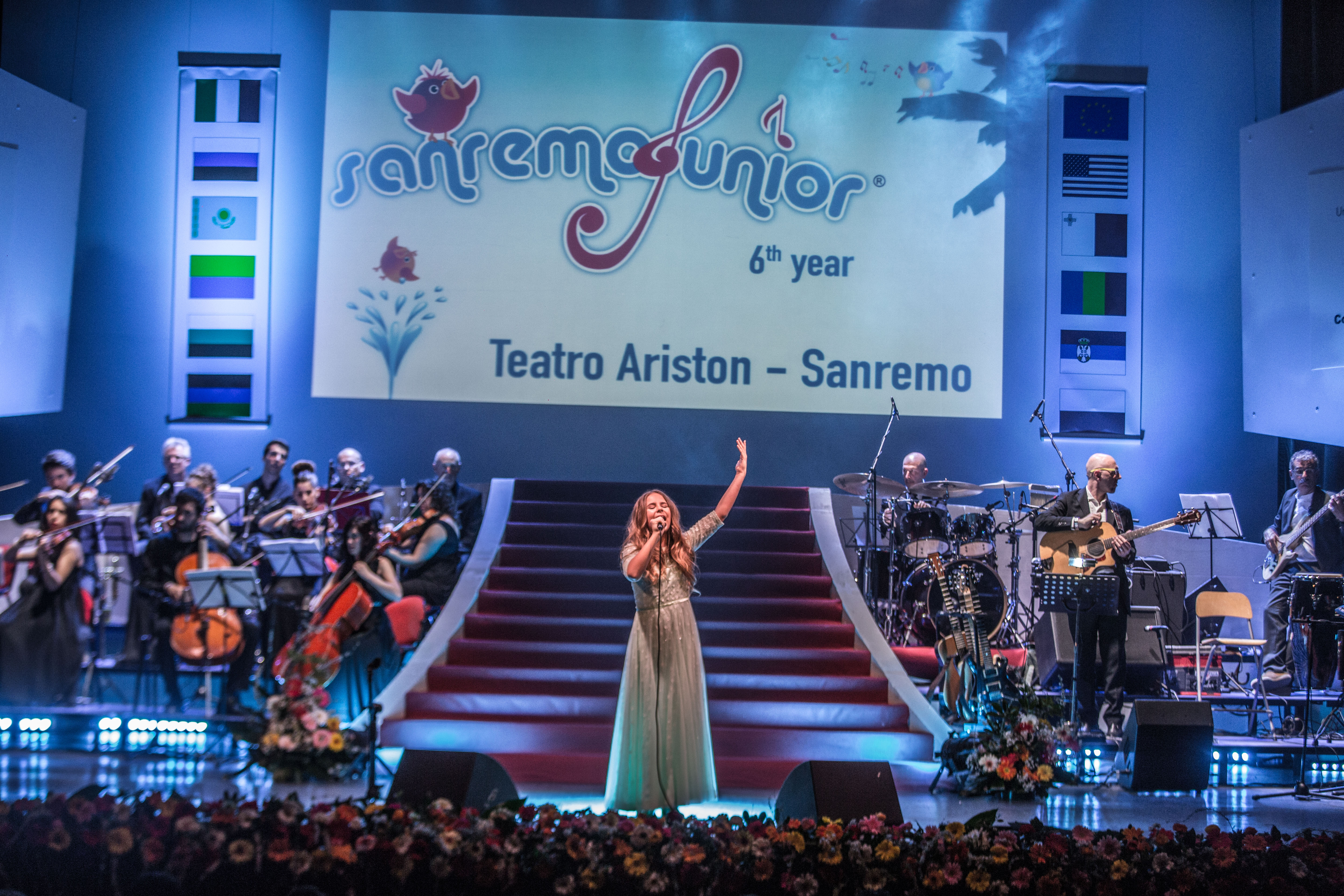
Анна Воронова на фестивалі в Сан-Ремо, 2015

З 2014 року Анна професійно займається вокалом у продюсерському центрі «PARADIZ».
У 2014 взяла участь у II Міжнародному фестивалі-конкурсу музичного мистецтва «Київський колорит», де стала лауреатом I ступеня в номінації «Естрадний вокал».
Того ж року взяла 2-ге місце в номінації «Вокал» на VIII телевізійному фестивалі «TV START» (Київ), стала лауреатом I премії XVI Всеукраїнського фестивалю-конкурсу «Дитячий пісенний вернісаж» (Київ) та лауреатом I премії III Міжнародного фестивалю «Paradise Holiday» у Греції.
У 2015 стала лауреатом спеціального призу у середній віковій категорії Міжнародного вокального конкурсу «San-Remo Junior» в Італії.
У 2016 брала участь у проєкті телеканалу «1+1» «Голос. Діти-3». На сліпих прослуховуваннях від 9 жовтня 2016 Анна заспівала пісню Джона Ньюмена «Кохай мене знов» (англ. «Love Me Again») і пройшла в команду Дмитра Монатика.
Того ж року Анна стала лауреатом премії «Майбутнє Нації» в номінації «Талановита дитина України» (Київ), фіналісткою вокального проєкту Young Voice of Music Box, зайняла 2-ге місце у вокальному конкурсі «Euro Pop Contest Berliner Perle» в Берліні, Німеччина, завоювала Гран-прі Міжнародного фестивалю «Середземне Море» в Ізраїлі.
У травні 2018 року на щорічному Міжнародному музичному фестивалі «PARADISE HOLIDAY» у Греції, Анна Воронова отримала спеціальну нагороду — творчий дует з групою «THE HARDKISS».
Також, в рамках події, Анна Воронова стала володаркою Гран-прі модельного конкурсу «Fashion models Paradise» та виграла обкладинку журналу «Юная леди».